# 宮平良廷
宮平親方良廷（みやひらうぇーかたりょうてい）は、琉球王国の官僚。唐名は馬宣哲（ば　せんてつ）を名乗った。 
馬氏宮平殿内と称される貴族家系の出身。1755年から1782年にかけては、三司官を務めた。
三司官在任中の1775年、宮平は当時摂政であった読谷山朝憲や、三司官であった湧川朝喬、与那原良矩らと共に、琉球王朝史上初となる成文法の制定案を提出した。この制定案は尚穆王によって承認され、1786年に完成した。
宮平はまた、皇太子尚哲の烏帽子親も務めた。

## 参照
1. ↑  中山王府相卿伝職年譜　向祐等著写本
2. ↑  "Ryūkyū Karitsu." Okinawa konpakuto jiten (沖縄コンパクト事典, "Okinawa Compact Encyclopedia").
3. ↑  Chūzan Seifu, vol.10
4. ↑  琉球大学附属図書館. “王代記写| 琉球・沖縄関係貴重資料 デジタルアーカイブ”.   manwe.lib.u-ryukyu.ac.jp. Template:Cite webの呼び出しエラー：引数 accessdate は必須です。

| 公職            | 公職               | 公職          |
| --------------- | ------------------ | ------------- |
| 先代 与那原良暢 | 三司官 1755 - 1782 | 次代 伊江朝睦 |